# Francesco Miniscalchi-Erizzo
Francesco Miniscalchi-Erizzo (Verona, 24 de setembre de 1811 – Pàdua, 27 de desembre de 1875) va ser un polític italià que fou senador del Regne d'Itàlia a partir del 5 de novembre de 1866.
Francesco Miniscalchi-Erizzo nasqué al si d'una família benestant, fill de Luigi Miniscalchi i de Marianna Erizzo. El seu pare feu que el cognom de la mare fos lligat mitjançant un guionet al seu per al seu fill que es digué així Miniscalchi-Erizzo. Va començar a estudiar al col·legi de Parma i a Desenzano del Garda, que prosseguí més endavant al liceu de Verona. Feu molts viatges per Europa entre 1830 i 1837 que van estimular i nodrir el seu esperit humanista i progressista. Els anys següents es dirigí cap a l'orient mitjà i al Magrib que visità entre 1838 i 1839. Es va casar amb Eleonora Guerrieri el 30 de gener de 1842, amb qui tingué quatre fills: Marco, Attilio, Marianna i Alfonsina.